# Зоолошки врт Дусит
Зоолошки врт Дусит (Тајландски: สวนสตวดสต) у Као Дин парку је градски зоолошки врт у Бангкоку, на Тајланду. Смештен је у Као Дин парку у Бангкоковом Дусит дистрикту до Дома Парламента и суседној Палати Дусит, то је најстарији зоолошки врт на Тајланду, подигао краљ Чулалонгкорнов (Рама V) као свој приватни врт и граничи се са краљевском палатом. Након краљеве смрти, врт је остао без надзора годинама.
Године 1938, револуционарна влада питала регента краља Раме VIII да дају овај парк општини града Бангкок како би било отворено јавни зоо врт. Краљ је донирао јелене и низ других животиња из палате за јавну изложбу. Град Бангкок је руководио зоолошким вртом до 1954. Од тада је пребачен у државну Организацију Зоолошких паркова, која такође послује Као Киао Отворени Зоо, Чианг Маи Зоо, Сонгкхла Зоо и Накхон Ратчашима Зоо. Дусит зоо или „Као Дин“, протеже се на укупној површини од 188,800 квадратних метара, и сматра се најпопуларнијим зоолошким вртом на Тајланду, и привлачи око 2,5 милиона посетилаца годишње.

## Животиње
Дусит Зоо налази се у срцу Бангкока, са преко 1600 врста домаћих и међународних животиња, укључујући:
- 331 сисара
- 170 рептила
- 842 птица

## Атракције зоо врта
Дусит Зоо је дом разних егзотичних животиња, од мајмуна, алигатори, кенгури, и зебре, до пингвина, слонови, камиле, и жирафе. Албино лајави јелен и бели бенгалски тигар су ретке атракције у зоолошком врту. Луна парк нуди многе вожње и забавне садржаје за забаву деце током целог дана, док педалина и разгледање возом пружају различите начине истраживања. Дусит зоо врт такође садржи болницу за животиње, музеј зоо врта, и образовни центар.

## Пријем и дискриминација
Дусит зоо врт ради од 8 до 6 часова.